# Куцокрил прудкий
Куцокри́л прудкий (Bradypterus graueri) — вид горобцеподібних птахів родини кобилочкових (Locustellidae). Мешкає в регіоні Африканських Великих озер. Вид названий на честь австрійського орнітолога і колекціонера Рудольфа Грауера.

## Опис
Довжина птаха становить 16 см. Верхня частина тіла темно-коричнева, хвіст рудуватий, горло поцятковане плямками.

## Поширення і екологія
Прудкі куцокрили живуть на болотах Демократичної Республіки Конго, Уганди, Руанди і Бурунді. Зустрічаються на висоті від 1950 до 2600 м над рівнем моря.

## Збереження
МСОП класифікує цей вид як такий, що знаходиться під загрозою зникнення. За оцінками дослідників, популяція прудких куцокрилів становить від 40 до 50 тисяч птахів. Їм загрожує знищення природного середовища.